# 300 f.Kr.
| 300 f.Kr.          |
| ------------------ |
| Dødsfald - Fødsler |

## Begivenheder
Grækenland
- Pilgrimme rejser til Asklepieions helbredende templer for at blive helbredt for deres sygdomme. Efter en rituel oprensning bringer tilhængerne ofringer eller ofre.

## Dødsfald
| År | Spire Denne artikel om et år, årti, århundrede eller årtusinde er en spire som bør udbygges. Du er velkommen til at hjælpe Wikipedia ved at udvide den. |